# Bellflower, Kalifornien
Bellflower är en stad (city) i Los Angeles County, i delstaten Kalifornien, USA. Enligt United States Census Bureau har staden en folkmängd på 77 170 invånare (2011) och en landarea på 15,8 km².

## Kända personer från Bellflower
- Jody Campbell, vattenpolospelare
- Chris Carter, regissör
- Malcolm David Kelley, skådespelare
- Angela Williams, friidrottare